# 小烏特柳克河

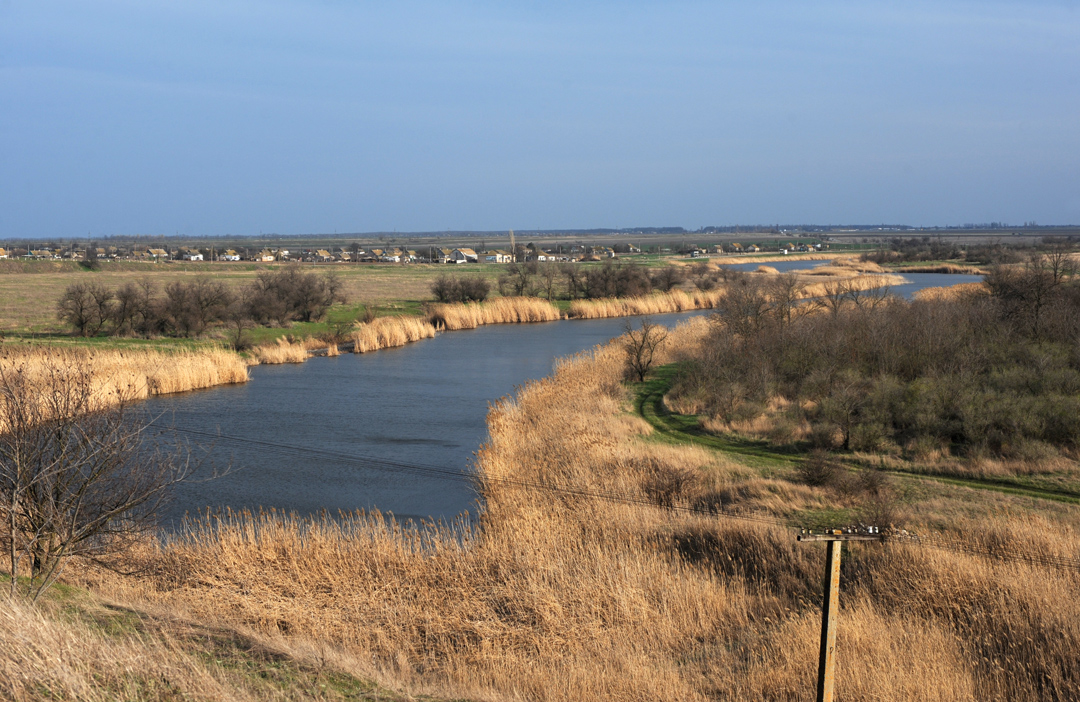

小烏特柳克河（烏克蘭語：Малий Утлюк），是烏克蘭東南部的河流，發源自小烏特柳格附近，流經扎波羅熱州的梅利托波爾區，流入亞速海。該河道全長67公里，流域面積560平方公里。